# Chlodwig von Sydow
Ludwig („Chlodwig“) Karl Franz Leopold von Sydow (* 14. November 1824 in Thamm, Kreis Glogau; † 28. Juli 1907 in Görlitz) war ein preußischer Verwaltungsjurist, Richter, Landrat und Regierungspräsident.

## Leben

### Herkunft
Seine Eltern waren August Karl von Sydow (1793–1859), auf Unwürde in Sachsen, Thamm und Hirschfeldau im Kreis Sagan, Landesältester, preußischer Rittmeister a. D., Ehrenritter des Johanniterordens, und Louise Freiin von Richthofen (1802–1824), die wenige Tage nach seiner Geburt im Wochenbett verstarb. Stiefmutter wurde am 8. Juli 1828 Auguste von Tempsky, verwitwete von Sydow (1800–1868).

### Wirken
1853 startete er als Gerichtsassessor in Görlitz. Ab 1857 war er als Kreisrichter tätig und wirkte ab 1864 als Landrat im Kreis Görlitz bis 1877. Im Jahr 1877 wechselte er als Verwaltungsgerichtsdirektor nach Liegnitz und wurde 1881 zum Oberpräsidialrat in Breslau ernannt. Ab 1883 amtierte er als Regierungsvizepräsident bzw. Regierungspräsident (1883–1884) in Koblenz und wechselte 1884 als Regierungspräsident nach Köln (1884–1894). Sydow war Rechtsritter des Johanniterordens.

### Familie
Verheiratet war er ab 1855 mit Ulrike (Ulla) Freiin von Lützow genannt von Dorgelo (* 28. September 1831 in Oldenburg; † 24. Mai 1904 in Görlitz), Tochter des Adam Bartold Ludwig von Lützow genannt von Dorgelo, Dame des Louisen-Ordens, mit der er zwei Söhne, Wilhelm und Rudolf, und eine Tochter, Karola, hatte.